# Rezervația Stanîcino-Luhansk
Rezervația Stanîcino-Luhansk (în ucraineană Станично-Луганський заповідник, transliterat: Stanîcino-Luhanskîi zapovidnîk) este o rezervație naturală protejată a Ucrainei care acoperă o porțiune a luncii inundabile de pe malul stâng al râului Doneț. Rezervația se află la o distanță de aproximativ 30 km nord de orașul Luhansk, în apropierea orașului Stanîțea Luhanska (centrul administrativ al raionului Stanîcino-Luhanske din regiunea Luhansk).
Rezervația Stanîcino-Luhansk este una dintre ariile naturale protejate din regiunea Luhansk care a suferit în mare măsură de pe urma Conflictului armat din Donbas.

## Topografie
Teritoriul rezervației este îndepărtat de râul Doneț, pe o terasă formată dintr-o salbă de lacuri inundabile la o altitudine de aproximativ 50 de metri deasupra nivelului mării. În anii 1990, lacurile din mijlocul rezervației erau legate frecvent de râu în urma inundațiilor. Solul este format în mare parte din cernoziomuri (soluri negre) dezvoltate pe 15–20 de metri de aluviuni și roci calcaroase.
Pe teritoriul rezervației se află lacurile Soldatskoe (cu o suprafață de 2 hectare), Krasnenkoe (cu o suprafață de 0,8 hectare) și Pesceanoe (cu o suprafață de 7,6 hectare). Râurile și lacurile sunt completate din precipitații și ape subterane.

## Climă și ecoregiune
Denumirea oficială a climei pentru zona Stanîcino-Luhansk este „Climat continental umed⁠(d) – subtipul cu veri calde” (clasificarea climatică Köppen Dfb), cu diferențe mari de temperatură sezonieră și cu o vară caldă (cel puțin patru luni pe an cu o medie de peste 10 °C (50 °F), dar nicio lună cu o medie de peste 22 °C (72 °F)). Temperatura medie este -9 °C în luna ianuarie și 21 °C în luna iulie. Sezonul de vegetație durează 200–210 zile. Precipitațiile medii anuale sunt de 460 mm, dar variază de la 300 mm la 680 mm.
Rezervația este situată în ecoregiunea Stepa Pontică, o ecoregiune care acoperă o întindere vastă de stepă de pe coasta de nord a Mării Negre până la Marea Caspică, în vestul Kazahstanului.

## Floră și faună
Teritoriul rezervației Stanîcino-Luhansk este acoperită în mare parte cu păduri de foioase (70%), porțiuni de luncă-stepă și zone lacustre inundabile. Regiunile nisipoase joase din apropierea râului sunt plantate sălcii și plopi, în timp ce pe terasa râului sunt păduri de stejar. 
Flora rezervației este formată din 745 de specii de plante vasculare, 131 de specii de alge verzi și 266 de tipuri de ciuperci. Pe teritoriul rezervației se mai pot găsi zece specii de plante enumerate în Cartea Roșie a speciilor pe cale de dispariție din Ucraina. Printre acestea se numără Asperula graveolens, Dianthus squarrosus și altele. Cercetările botanice au fost efectuate aici încă din anii 1970.
Fauna din rezervație este formată din 49 de specii de mamifere, 169 de specii de păsări, 6 specii de reptile, 5 specii de amfibieni, 29 de specii de pești. Multe dintre ele sunt enumerate în Cartea Roșie a Ucrainei, precum cârtița moscată de apă⁠(d).

## Utilizare publică
Ca rezervație naturală strictă, scopul principal al zonei Stanîcino-Luhansk este protecția naturii și studiul științific. Accesul publicului este limitat: turismul în masă și construirea de amenajări turistice sunt interzise, la fel ca vânătoarea și pescuitul.